# Marcel Golay (Astronom)

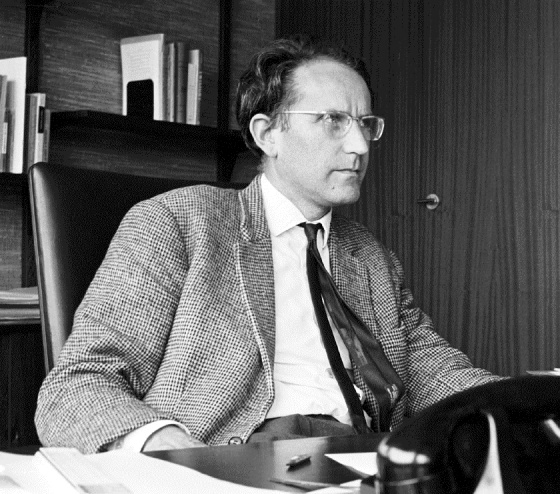
Marcel Golay an der Sternwarte Genf (1966)

Marcel Golay (* 6. September 1927 in Genf; † 9. April 2015 ebenda) war ein Schweizer Astronom.
Golay war von 1956 bis 1992 Professor für Astronomie und Astrophysik an der Universität Genf und Leiter der Sternwarte Genf. Er ist seit 1991 Ehrendoktor der Universität Basel. Seit 1989 war er Mitglied (associé étranger) der Académie des sciences. Der Asteroid (3329) Golay ist nach ihm benannt.

## Werke
- Introduction to astronomical photometry. Reidel, 1974.